# زربية القلعة
زربية القلعة أو زربية قلعة بني راشد من أشهر الزرابي بالجزائر وحتى شمال إفريقيا تتميز بجودتها العالية وتعد الزربية ومفخرة لنسوة القلعة حيث تعد موردا إقتصاديا للعديد من العائلات إضافة لكونها ذاكرة تراثية حقيقية للمجتمعات والعربية والأندلسية .وتميزها عن باقي أصناف النسيج لدقة صناعتها وجمالها، باعتبار أنها من أصناف النسيج المخملي (بالعقدة)، ومستوحاة من الفن الأندلسي المغاربي .

## صناعة
حسب الحاجة النبية تعتمد على النسيج اليدوي في صناعة زربية القلعة، حيث تصنع الخيوط بغزل ألياف الصوف الخام ، باعتبار أن الصوف يجعلها دافئة و أكثر جمالا ، كما أن صانعتها غير معرضة للإصابة بحالات الحساسية ، فهي تتجسد في مجموعة من الخطوط و الألوان والأشكال، ومن أنواعها العشارية ( 5 أمتار / 2.5 م ) التي تستغرق من شهر إلى شهرين ، تعمل عليها من 2 إلى 3 نساجات، بينما الرباعية تستغرق حوالي أسبوعا ( 2 متر / 1 م )، تصنعها حرفية واحدة وهذه كلها تقنيات تعود لتقاليد الأمهات والجدات بمنطقتي

## تحديات صناعة الزرابي
1. نقص التموين في المادة الأولية (الصوف)
2. من بين أسباب عزوف العديد من الحرفيات في المنطقة الريفية عن نسج الزربية
3. مشاكل التسويق والترويج .

## معرض صور

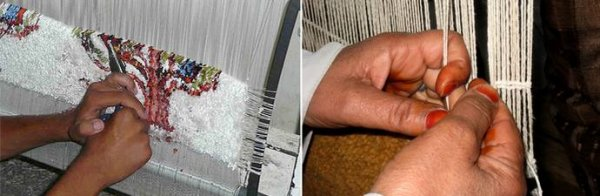
صناعة الزربية في قلعة بني راشد

## أنظر أيضا
- سجاد